# Ice Age 2 – Jetzt taut’s
Ice Age 2 – Jetzt taut’s (englischer Originaltitel: Ice Age: The Meltdown (zu Dt.: Eiszeit: die Schmelzung)) ist ein US-amerikanischer Computeranimationsfilm aus dem Jahr 2006. Er ist die Fortsetzung von Ice Age aus dem Jahr 2002. Regie bei der kommerziell äußerst erfolgreichen Filmkomödie führte wieder Carlos Saldanha, das Drehbuch schrieb Jon Vitti. Der Film wurde von Blue Sky Studios für 20th Century Fox produziert.
Fortgesetzt wurde die Serie 2009 mit Ice Age 3 – Die Dinosaurier sind los und 2012 mit Ice Age 4 – Voll verschoben. 2016 folgte Ice Age – Kollision voraus!.

## Handlung
In dem Film spielen mit dem Mammut Manni, dem Säbelzahntiger Diego und dem Faultier Sid dieselben Charaktere wie im ersten Teil mit, und es kommen noch Ellie, ein weibliches Mammut, die beiden Opossums Crash und Eddie sowie der flotte Tony, ein Gürteltier, hinzu.
Die Eiszeit ist vorüber und das Tal, in dem sie leben, wird in Kürze mit Schmelzwasser überschwemmt werden. Ein Gletscher hat sich an einem Ende des Tals gebildet und verhindert das Abfließen des Wassers.
Diego, Manfred und Sid müssen alle Bewohner des Tals warnen und gemeinsam mit ihnen aus der Heimat fliehen. Als ein Geier der Gruppe von einer Arche am anderen Ende des Tales erzählt, macht sich die Gruppe auf den Weg, die Arche zu erreichen, um mit ihr aus dem Tal zu fliehen.
Das Rattenhörnchen Scrat hat noch andere Probleme: Ein Geier hat seine Eichel gestohlen und sie in seinem Nest versteckt.
Währenddessen ist Manni deprimiert, weil er denkt, das letzte Mammut auf der Erde zu sein – bis er das Mammutweibchen Ellie trifft. Ellie fühlt sich aber als Opossum, weil sie bei Opossums aufgewachsen ist und nur deren Gepflogenheiten kennt. Ellie versucht zum Beispiel, auf einem Ast zu schlafen, was angesichts ihrer Masse zum Scheitern verurteilt ist. So hat Manni ein hartes Stück Arbeit vor sich, um Ellie vom Gegenteil zu überzeugen.
Des Weiteren lernt Sid auch Diegos Geheimnis kennen: Er ist wasserscheu. Aber gerade in den Wassermassen lauern Gefahren wie z. B. der Ichtyosaurus Cretaceous  oder der riesige Pliosaurus Maelstrom (zwei Meeresreptilien). Diese zwei eigentlich bereits ausgestorbenen Urzeittiere sind von den tauenden Eismassen freigesetzt worden.
Erst als Sid und die Opossums in Gefahr geraten, kann Diego seine Wasserscheu überwinden und sie retten. Kurz vor dem Ziel wird ihr Weg von einem lebensgefährlichen Geysirfeld abgeschnitten. Ellie und Manni geraten in Streit, und so trennt sich ihr Weg. Während Manni, Sid und Diego das Feld überqueren und die anderen Tiere erreichen, wird Ellie in einer Höhle eingeschlossen und droht zu ertrinken. Crash und Eddie ersuchen Manni um Hilfe, der Ellie nach einem dramatischen Unterwasserkampf mit Maelstrom und Cretaceous befreien kann.
Scrat kann inzwischen die Eichel aus dem Nest der Geier entwenden. Als er sie auf dem Gletscher vergräbt, spaltet sich das Eis. Der Damm ist damit gebrochen, die Wassermassen strömen aus dem Tal und alle Bewohner sind gerettet. Hier treffen Manfred und Ellie auch auf andere Mammuts. Für einen kurzen Moment scheint es, dass sich nun die Wege der beiden trennen, doch schließlich finden sie doch noch zueinander.
Scrat wiederum fällt in den Spalt und wird von den Wassermassen überwältigt. Im Himmel kommt er wieder zu sich, wo er von unzähligen Eicheln umgeben ist. Als er jedoch eine riesige Eichel (symbolisiert Gott; eine Szene erinnert an Die Erschaffung Adams von Michelangelo) berühren will, wird er von einem Sog erfasst und zurück zur Erde gebracht: Sid hat ihn vor dem Ertrinken gerettet. Weil Sid ihn aus dem Himmel geholt hat, zeigt Scrat seine schon zuvor bei Piranhas eingesetzten Karatefähigkeiten.

## Rezeption

### Kritiken und finanzieller Erfolg
Die Premiere fand am 31. März 2006 statt. Der deutsche Kinostart war am 6. April 2006. Auf der anschließenden Kino-Tour reiste Otto Waalkes, Sprecher der Figur Sid, eine Woche durch zahlreiche deutsche Städte, um jeweils vor bzw. nach dem Film mit dem „Eiszeit-Song“ für Stimmung zu sorgen (unter anderem bei Stefan Raab in TV Total).
Die Feuilletons seriöser deutscher Tageszeitungen waren voll des Lobes für die Figur des Scrat und berichteten von begeisterten Reaktionen in Kinosälen, wenn er auf der Leinwand erschien. In der Süddeutschen wurde sogar die Philosophie bemüht: „Wenn die Daseins-Sorge – wie Heidegger bemerkte – das entscheidende Existential aller Lebewesen ist, so steigert sich diese Sorge bei Scrat zur Panik. Scrats Beliebtheit hat gewiss damit zu tun, dass er ein von Katastrophen aufgeschrecktes Panikgefühl bis in die zitternden Spitzen seiner Krallen verkörpert.“ (Rainer Gansera: Ein Denkmal für Scrat!, 6. April 2006)
Das Lexikon des internationalen Films schrieb: „Komplett computergenerierter Animationsfilm, der inhaltlich nur schwer an den Vorgänger anschließen kann, visuell das Niveau aber höher schraubt. Wie im ersten Teil bietet vor allem das Urzeit-Hörnchen Scrat ungetrübtes Vergnügen.“
Das Budget betrug rund 80 Millionen US-Dollar. In den USA spielte der Film am Startwochenende 68 Millionen US-Dollar an den Kinokassen ein. Dies ist das höchste Einspielergebnis in einem März in den US-Kinos. Der erste Teil hatte im selben Zeitraum „nur“ 46 Millionen Dollar eingespielt. Weltweit hat Ice Age 2 über 660 Millionen Dollar eingespielt.
In Deutschland sahen den Film am Starttag 440.000 Besucher. Dies war der beste Start für einen Animationsfilm in den deutschen Kinos. Nach nur sieben Tagen erhielt der Film die Goldene Leinwand für 3,3 Millionen und nach 14 Tagen die Goldene Leinwand mit Stern für über 6 Millionen Zuschauer. In Folge wurde Ice Age 2: Jetzt taut’s 2006 mit 8,7 Millionen Besuchern zum erfolgreichsten Animationsfilm in Deutschland und zum erfolgreichsten Film in Deutschland 2006.
In Österreich eröffnete Ice Age 2 mit 284.793 Zuschauern und damit dem besten Startwochenende bisher. Mit 1,185 Millionen erhielt der Film das einzige Diamond Ticket 2006 und wurde zum erfolgreichsten Film in Österreich in diesem Jahr.
Die Deutsche Film- und Medienbewertung FBW in Wiesbaden verlieh dem Film das Prädikat besonders wertvoll.
Im deutschen Free-TV war der Film erstmals am 25. Dezember 2008 bei RTL zu sehen.

### Auszeichnungen
Environmental Media Award 2006
- Auszeichnung in der Kategorie Spielfilm[7]

## Hintergründe
Das dargestellte Ereignis des sich durch schmelzende Gletscher in einer katastrophalen Flut entleerenden Eisstausees ist geologisch vor allem auf dem amerikanischen Doppelkontinent häufig nachzuweisen und bereits seit dem 19. Jahrhundert wissenschaftlich erforscht. Genannt seien hier der Missoulasee (Missoula-Fluten) und der Agassizsee. Der plötzliche Abfluss des Agassizsees hatte vermutlich erhebliche Auswirkungen auf das Erdklima.
Die Geier singen den Song Food, Glorious Food, nachdem Sid sich fragte, was sie wohl denken mögen. Das Lied stammt aus dem Musical Oliver.
Der offizielle gleichnamige Roman zum Film erschien im März 2006 bei Xenos mit dem Titel Ice Age 2 – Das Buch zum Film. Autoren waren Jennifer Frantz und Peter Clarke. Im Februar des Jahres 2006 erschien auch ein Sammelband mit dem Roman und dem Roman zum ersten Teil. Der wurde diesmal von Glenn Dakin geschrieben und erschien auf Deutsch im Dorling-Kindersley-Verlag.

## Synchronisation
Die deutsche Synchronisation entstand nach einem Dialogbuch von Michael Nowka unter seiner Dialogregie im Auftrag der Berliner Synchron.
| Rolle           | Englischer Sprecher     | Deutscher Sprecher |
| --------------- | ----------------------- | ------------------ |
| Manni           | Ray Romano              | Arne Elsholtz      |
| Sid             | John Leguizamo          | Otto Waalkes       |
| Diego           | Denis Leary             | Thomas Fritsch     |
| Ellie           | Queen Latifah           | Daniela Hoffmann   |
| Crash           | Seann William Scott     | Rainer Fritzsche   |
| Eddie           | Josh Peck               | Julien Haggège     |
| Scrat           | Chris Wedge             | Originalstimme     |
| Der flotte Tony | Jay Leno                | Lutz Mackensy      |
| Geier           | Will Arnett             | Oliver Stritzel    |
| Elch-Junge      | Jack Crocichia          | Marlon Flechtner   |
| Igel-Kind       | Manoela Scarpa Saldanha | Lennart Flechtner  |
| Mini-Faultier   | Clea Lewis              | Daniela Reidies    |